# Ferch Irma
Koszó Jánosné Ferch Irma Mária (Arad, 1903. január 1. – Budapest, 1977. október 15.) zeneszerző.

## Életpályája
A pécsi zeneiskolában tanult énekelni. 1940-ben Kolozsvárra került. 1942–1977 között Budapesten élt. 1952. augusztus 20-ára megszervezte a Népstadion megnyitásának zenei műsorát. 1976-ig több ízben tartott tanfolyamokat a Testnevelési Főiskolán. Megszakításokkal a Nemzeti Zenedében, a Budapesti Erkel Ferenc Zeneművészeti Szakiskolában és magánúton Major Ervinnél tanult komponálni.
25 éven át a sportesemények, a ritmikus gimnasztika céljainak megfelelő zeneírás és zeneösszeállítás tudományára specializálta magát.

## Családja
Szülei: Ferch Ödön Frigyes (1875–1958) és Hepp Mária (?-1960) voltak. 1920. október 11-én, Budapesten házasságot kötött Koszó János (1892–1952) irodalomtörténésszel.
Sírja a Farkasréti temetőben található (19/2-1-47).